# Iduna natalensis
Iduna natalensis là một loài chim trong họ Acrocephalidae.